# Aprostocetus nigriventris
Aprostocetus nigriventris är en stekelart som beskrevs av Kostjukov 1995. Aprostocetus nigriventris ingår i släktet Aprostocetus och familjen finglanssteklar. Inga underarter finns listade i Catalogue of Life.